# ميليسا نيومان
ميليسا نيومان (بالإنجليزية: Melissa Newman)‏ هي ممثلة أمريكية، ولدت في 17 سبتمبر 1961 في هوليوود في الولايات المتحدة.

## وصلات خارجية
- ميليسا نيومان على موقع IMDb (الإنجليزية)
- ميليسا نيومان على موقع قاعدة بيانات الفيلم (الإنجليزية)